# Rallye du Maroc
Cet article concerne l'ancien rallye du Championnat du monde des rallyes. Pour le rallye-raid, voir Rallye du Maroc (rallye-raid).

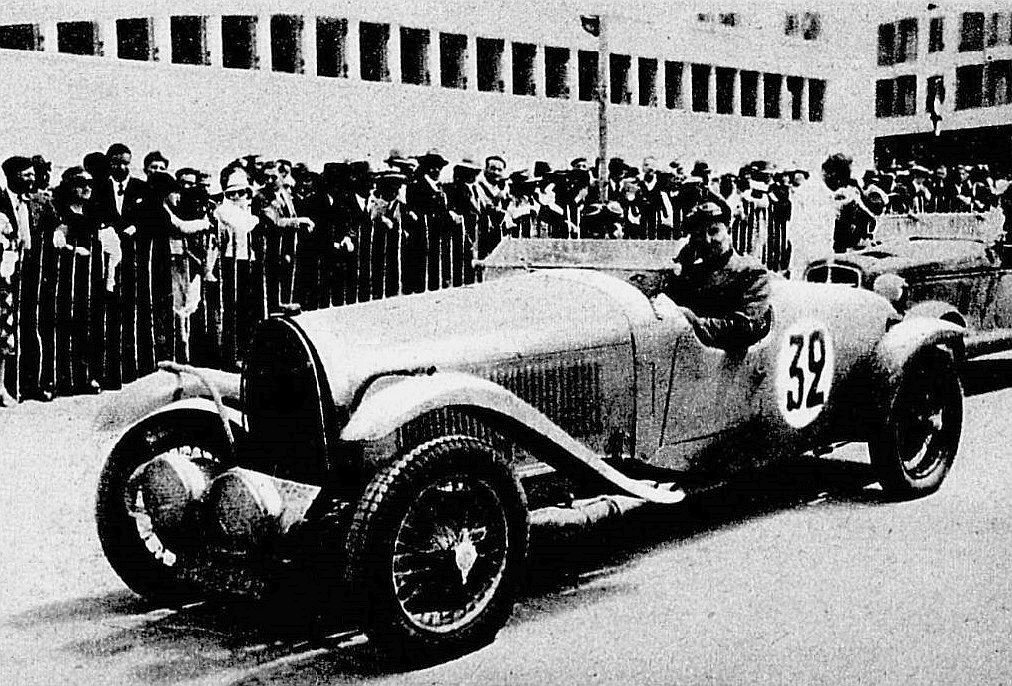
Jean Trévoux, vainqueur du rallye de l'Automobile Club du Maroc en mai 1935, sur Bugatti 3L. (place administrative de Casablanca).

Le Rallye du Maroc (Morocco Rally) est un rallye-marathon disparu, inscrit au Championnat du monde des rallyes en 1973, 1975 et 1976. D'un concept assez proche de celui du Safari Rally, il était organisé par le Royal Automobile Club du Maroc. 
En 2010, il revit sous la forme du Rallye du Maroc Historique, une épreuve VHC organisée par Yves Loubet, José Andréani et Jean-Bernard Vieu.

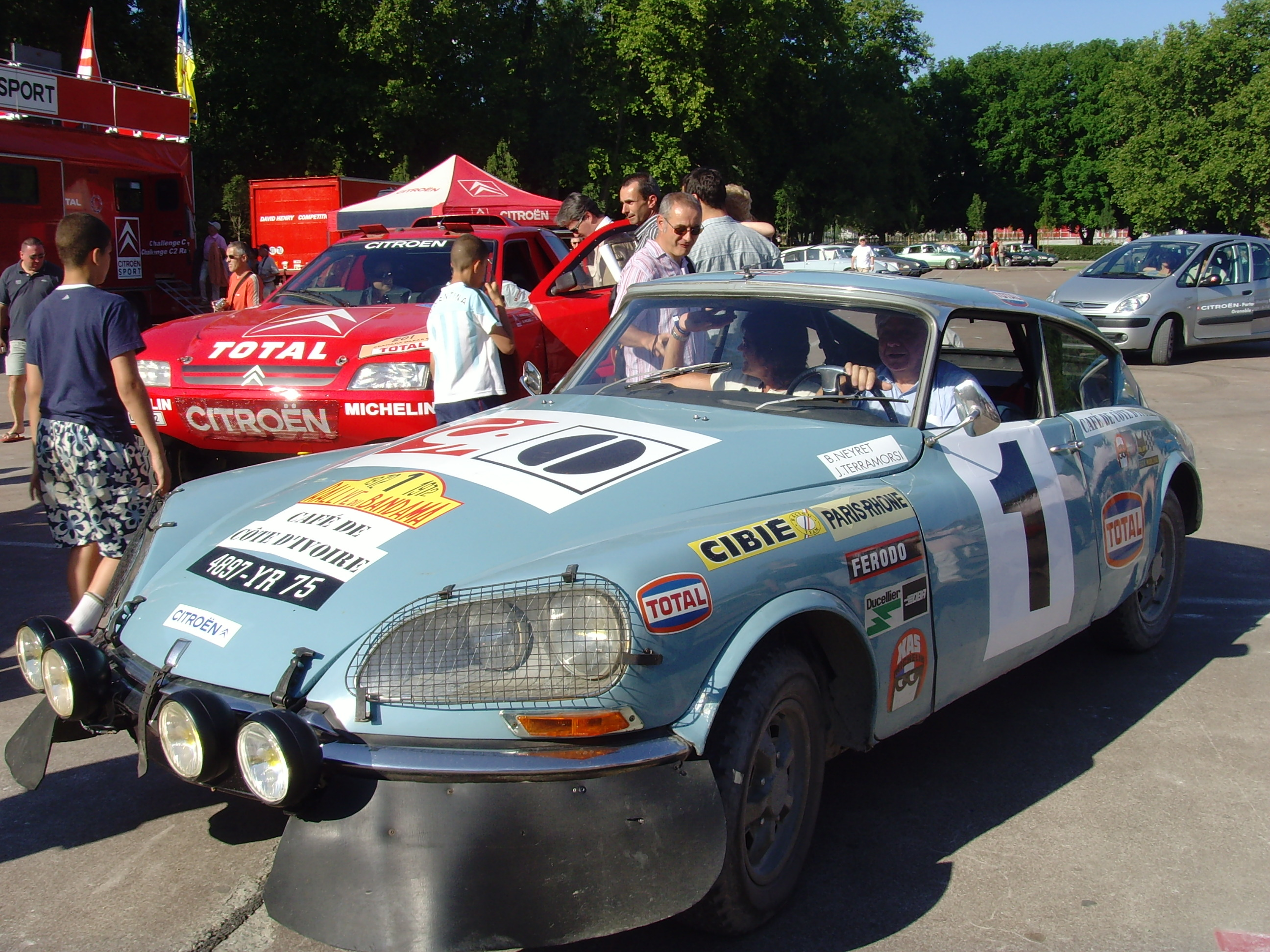
La DS 21 Proto 1969-72 de Bob Neyret, en 2007 à Grenoble (meeting)

## Histoire

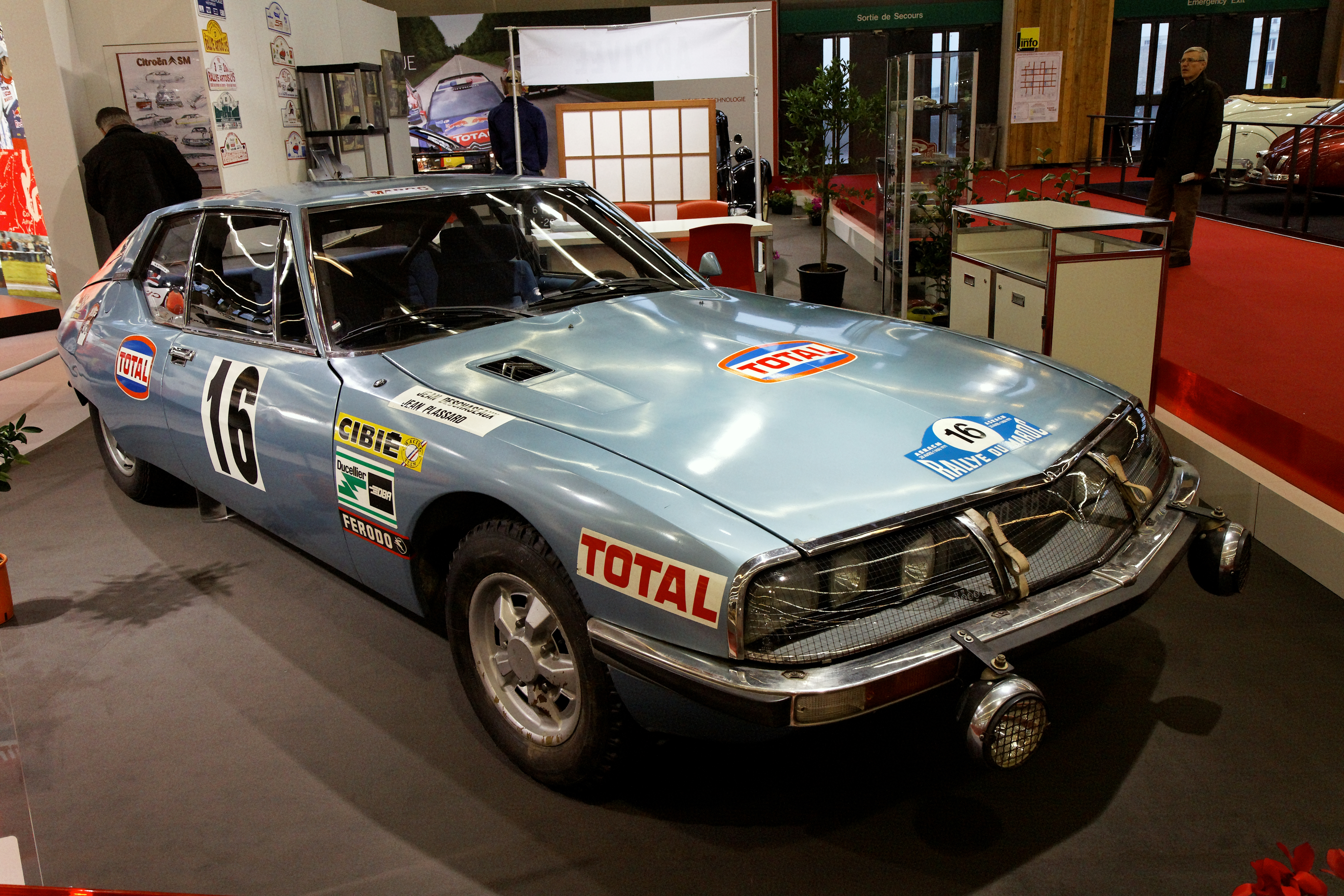
La Citroën SM 1971 de Jean Deschazeaux

Le rallye est créé en 1929. Ses deux premières éditions, espacées de cinq ans, eurent lieu au mois de mai. Puis il se déroula par intermittences jusqu'en 1988. 
Ce fut un rallye réputé pour ses terrains difficiles. Dès les années 1930, il se disputa sur près de 5.000 kilomètres, en moyenne parcourus en sept étapes, toutes très longues et dépassant souvent les 800 kilomètres, avec une exigence de la part des organisateurs de tenir des vitesses moyennes élevées, à plusieurs reprises de quelques 90 kilomètres par heure. Plus de trente ans plus tard, en 1969, les difficultés persistent car seuls sept véhicules terminèrent la course sur les 68 inscrits.
Le Rallye du Maroc fit partie du Championnat du monde des rallyes en 1973, 1975 et 1976, après avoir été inscrit au Championnat international des marques en 1971 et 1972. 
Les épreuves spéciales était alors de longueur très variable, pouvant même atteindre parfois plusieurs centaines de kilomètres. Durant les trois années en WRC, la course démarrait de Rabat (ES1 d'El Khatouat) et comptait une dizaine d'épreuves spéciales, telles celles de la zone de Bin el-Ouidane (province d'Azilal) ou du col du tizi N'Test, les plus longues ayant été positionnées avant-dernières aux programmes, et dites Transmarocaine. Celles-ci reliaient Fès à Agadir en 1975 (786 kilomètres, pour Timo Makinen en 7 heures 50 minutes sur Peugeot 504), et 1976 (776 kilomètres, pour Simo Lampinen, en 9 heures 41 minutes aussi sur Peugeot 504, pilote terminant finalement 2e). L'arrivée était célébrée à Casablanca ou à Marrakech.
Jean Deschazeaux remporta deux fois cette compétition, à 16 ans d'écart. Robert La Caze aussi, mais à 13 ans d'intervalle. Jean-Pierre Nicolas en fut le seul triple vainqueur (1968, 1974 et 1976), le constructeur Renault en étant quadruple lauréat (la moitié avec Alpine). 

## Palmarès
| Saison      | Édition                                   | Pilote / copilote                        | Voiture                             |
| ----------- | ----------------------------------------- | ---------------------------------------- | ----------------------------------- |
| 1929        | 1er Rallye international du Maroc (mai)   | Edouard Meyer                            | Bugatti                             |
| 1930 à 1933 | Épreuve non disputée                      | Épreuve non disputée                     | Épreuve non disputée                |
| 1934        | 2e Rallye du Maroc (mai)                  | Fred Bravard                             | Essex Terraplane Height convertible |
| 1935        | 3e Rallye du Maroc                        | Jean Trévoux Marcel Lesurque             | Bugatti 3L                          |
| 1936        | Épreuve annulée                           | Épreuve annulée                          | Épreuve annulée                     |
| 1937        | 4e Rallye du Maroc                        | Jean Trévoux Marcel Lesurque             | Hotchkiss                           |
| 1938 à 1948 | Épreuve non disputée                      | Épreuve non disputée                     | Épreuve non disputée                |
| 1949        | 5e Rallye du Maroc                        | Edouard Meyer                            | Renault 4CV?                        |
| 1950        | 6e Rallye du Maroc                        | Charles Preynat André Costa              | Simca 8 Sport                       |
| 1951        | 7e Rallye du Maroc                        | Jean Lucas Jacques Péron                 | Ferrari 212                         |
| 1952        | 8e Rallye du Maroc                        | Robert Amic Mareschi Sauveur             | Simca Aronde                        |
| 1953        | 9e Rallye du Maroc                        | Paul van de Kaart Jacques Péron          | Porsche 356 1300                    |
| 1954        | 10e Rallye du Maroc                       | Robert La Caze Grammatico                | Simca Aronde                        |
| 1955        | 11e Rallye du Maroc                       | Jean Deschazeaux Marteau                 | Peugeot 203                         |
| 1956 à 1966 | Épreuve non disputée                      | Épreuve non disputée                     | Épreuve non disputée                |
| 1967        | 12e Rallye du Maroc                       | Robert La Caze Raymond Ponnelle          | Renault 8 Gordini                   |
| 1968        | 13e Rallye du Maroc (24 mai - 26 mai)     | Jean-Pierre Nicolas Jean de Alexandris   | Renault 8 Gordini                   |
| 1969        | 14e Rallye du Maroc (24 avril - 27 avril) | Robert Neyret Jacques Terramorsi         | Citroen DS 21                       |
| 1970        | 15e Rallye du Maroc (29 avril - 2 mai)    | Robert Neyret Jacques Terramorsi         | Citroen DS 21                       |
| 1971        | 16e Rallye du Maroc (28 avril - 1er mai)  | Jean Deschazeaux Jean Plassard           | Citroen SM                          |
| 1972        | 17e Rallye du Maroc (27 avril - 30 avril) | Simo Lampinen Sölve Andreasson           | Lancia Fulvia HF 1.6 Coupé          |
| 1973        | 18e Rallye du Maroc (8 mai - 13 mai)      | Bernard Darniche Alain Mahé              | Alpine A110 1800                    |
| 1974        | 19e Rallye du Maroc (8 mai - 12 mai)      | Jean-Pierre Nicolas Christian Delferrier | Alpine A110                         |
| 1975        | 20e Rallye du Maroc (24 juin - 28 juin)   | Hannu Mikkola Jean Todt                  | Peugeot 504                         |
| 1976        | 21e Rallye du Maroc (22 juin - 27 juin)   | Jean-Pierre Nicolas Michel Gamet         | Peugeot 504                         |
| 1977 à 1984 | Épreuve non disputée                      | Épreuve non disputée                     | Épreuve non disputée                |
| 1985        | 22e Rallye du Maroc                       | Shekhar Mehta Yvonne Mehta               | Nissan 240RS                        |
| 1986        | 23e Rallye du Maroc                       | Alain Ambrosino Daniel Le Saux           | Nissan 240RS                        |
| 1987        | 24e Rallye du Maroc                       | Maurice Chomat Gilles Thimonier          | Citroen Visa 1000 Pistes            |
| 1988        | 25e Rallye du Maroc                       | Paul Émile Descamps Michel Gautheron     | Opel Manta 400                      |
| Source      |                                           |                                          |                                     |

Notes :
- Bob Neyret a obtenu cinq podiums, avec en sus des victoires de 1969 et 1970 des deuxièmes places en 1972 et 1973, puis une troisième place en 1975.
- Paul Émile Descamps et Michel Gautheron terminèrent également troisièmes en 1987.

## Rallye précurseur
Le rallye du Maroc eut un précurseur avant le premier conflit mondial : en juin 1914 fut disputé en plusieurs étapes le Circuit du Maroc, remporté par Most, sur N.S.U. (et gagné par Edouard Meyer en 1925, 1926 et 1927, en version « internationale »).

## Rallye du Maroc Historique
Depuis 2010, Yves Loubet, José Andréani (ASA Terre de Corse) et Jean-Bernard Vieu organisent le Rallye du Maroc Historique, une épreuve VHC sur routes fermées. Ils sont aux manettes également du Tour de Corse Historique, depuis 2000.
La 1re édition de ce rallye historique a lieu en juin 2010 ; les suivantes débutent durant la seconde quinzaine de mai (départ d'Agadir et arrivée à Marrakech).

### Palmarès du Rallye du Maroc Historique
| Année       | Pilote / copilote                                | Voiture                      |
| ----------- | ------------------------------------------------ | ---------------------------- |
| 2010        | Grégoire De Mévius et Alain Guéhennec            | Porsche Kronos               |
| 2011        | Grégoire De Mévius et Alain Guéhennec            | Porsche Kronos               |
| 2012        | Bernard Munster et Johan Gitsels                 | Porsche 911                  |
| 2013        | Christophe Vaison et Pascal Duffour              | Peugeot 504 V6 Coupé         |
| 2014        | Jean-François Bérenguer et Aline Bérenguer-Marès | Ford Escort RS Mk2 (Gr.4)    |
| 2015        | Bernard Munster et Johan Gitsels                 | Porsche 911                  |
| 2016        | Bernard Barrile et Patrick Chiappe               | Talbot Sunbeam Lotus         |
| 2017        | Bernard Barrile et Patrick Chiappe               | Talbot Sunbeam Lotus         |
| 2018        | Alain Deveza et Maxime Vilmot                    | Porsche 911 Carrera RS 3.0   |
| 2019        | Alain Oreille et Sylvie Oreille                  | Porsche 911 Carrera RS Proto |
| 2020 à 2021 | Épreuve non disputée                             | Épreuve non disputée         |
| 2022        | Geoff Bell et Frédéric Miclotte                  | Ford Escort RS1800 MKII      |
| 2023        | Alain Deveza et Maxime Vilmot                    | Porsche 911 SC               |
| Source      |                                                  |                              |

NB : Paul Émile Descamps, le dernier vainqueur de 1988, termine 3e en 2011 et 4e en 2012, sur Opel Manta 400.